# ウンナンの桜吹雪は知っている
『ウンナンの桜吹雪は知っている 〜 The cherry blossoms see the truth.』（ウンナンのさくらふぶきはしっている）は、1995年10月20日から1996年7月12日までTBS系列局で放送されたTBS製作のバラエティ番組。金曜 23:00 - 23:30 (JST) の花王一社提供枠で放送された。

## 概要
ウッチャンナンチャン（内村光良・南原清隆）が代理人に扮し、芸能人が納得いかないこと、企業に対する訴えを取り上げるテレビ模擬裁判。英語題の「The cherry blossoms see the truth.」（サクラの花は真実を見ている）はタイトルの直訳である。また、ロゴには「UNCB（「Ucchan Nanchan Cherry Blossoms」の頭文字）」が使われていた。
前期は原告側はウンナンが、被告側は本物の弁護士が弁護をし、ウンナン対弁護士軍団の図式であったが、1996年4月頃からは内村対南原の図式となった（弁護士軍団は内村・南原のサポートに回る）。認容・棄却の判定は12名の陪審員（主に一般人）による多数決で行われていた。内村対南原形式になってからは6名の陪審員が全員で一致した見解を出すまで話し合う形式に変更される等、テコ入れを施すも、番組内容の過激さ、更には裏番組の「料理の鉄人」等に苦戦していた為、わずか9ヶ月で終了した。

## 番組の流れ
番組では「U/N COURT」（ユーエヌコート）と呼ばれる裁判所によって裁判が行われるという設定となっている。
- 裁判長による開廷宣言後、原告が入廷。原告代理人によって訴えの経緯・理由と請求内容が発表。裁判長が審理に値するとして裁判を開始する。
- 裁判官による訴訟名の発表後、被告が入廷。まず、原告代理人から原告によって尋問、被告弁護団から原告への尋問、原告代理人から被告への尋問、原告側からの追加の主張や立証を行い、被告や弁護団と会話を行うという手順で進む。
- 一通り終わったところで最終弁論に進む。この時中央の原告側・被告側・証言席・法壇がジャッキアップされる。最終弁論では原告側・被告側が最後の訴えを行う（放送ではダイジェストで行われる）。
- 全てを終えた時点でモニターを通して視聴していた陪審員12人が法的見地・心情的見地から「認容」か「棄却」かを判定。過半数を得た方が勝訴（同数の場合は裁判長の意見を加え決着をつける）となり、「認容」となった場合は被告は原告が行った請求を実行しなければならない。また、敗訴側は座席が下がるようになっている。内村対南原形式になってからは6名の陪審員（うち1人は本物の弁護士）が全員で一致した見解を出すまで話し合う形式を執っている。
- 請求内容の遂行は随時番組内で発表される。

## 主な案件
番組中に取り上げられた主な案件を以下に示す。訴訟名は下記書籍版より転載。
ドカベン訴訟
原告：渡辺久信（西武ライオンズ投手・当時） 被告：水島新司（漫画家）
被告の描いた漫画の作中で「原告が誤って悪球を投げ、登場人物の一人にホームランを打たれる」という場面に対し、自分がそんな悪球を投げるわけがない、と「自身の新魔球と完全試合を描く」ことを求めて提訴。詳細は上記リンク先参照。
大仁田厚偽装引退疑惑訴訟
原告：大仁田厚（プロレスラー） 被告：ターザン山本
1995年5月に原告が現役引退を発表後、週刊プロレスは「原告は引退しない」とする説を掲載。それに激怒した原告が編集長（ターザン山本）に訂正記事の表紙掲載を求めて提訴。被告は原告の「一寸先は闇」という引退発表時のコメントを出して「プロレス独自の世界観」を主張したが、陪審員には全く理解されず結果は認容となり、「原告は引退を撤回しない」との記事が週刊プロレスの表紙を飾った。しかし、番組終了から5か月後の1996年12月に原告は引退を撤回し、再びリングに上がっている。
森脇健児ハゲ訴訟
原告：森脇健児（タレント） 被告：東京スポーツ記者
被告が東京スポーツに掲載した「原告にハゲがある」という記事に原告が激怒。訂正を求めて提訴する。審理ではハゲの測定に使用される機械を用いての『ハゲ判定』まで行われた。
渡辺美奈代セミヌード訴訟
原告：水道橋博士（浅草キッド） 被告：渡辺美奈代
原告は被告が被写体となったセミヌード写真集を購入。キャッチコピーは「これ以上のHはない！」とあったが、実際の写真集には乳首が映っていなかった。「これ以上の〜」と言うからには乳首は映ってしかるべきだとして被告を提訴。被告が出演していたVシネマ作品の1シーンを検証映像として提示されるも、原告の趣味の域を脱していない訴訟請求内容からか、あっさり棄却されたものの、裁判長の温情で原告は被告の描く乳首のスケッチをもらうことが出来た。
take2・深沢邦之訴訟
原告：東貴博（take2） 被告：深沢邦之
当時田中美佐子との婚約報道で一躍スポットライトを浴びていた深沢に対し、自分を出し抜いて相方だけが有名になるのは不愉快と提訴。証言者として田中本人も出廷した。
コロッケものまね訴訟
原告：千昌夫（歌手） 被告：コロッケ（タレント）
被告のものまねに対し、あまりにも誇張がなされすぎているとして、美川憲一らを証人につけ、「無料チャリティーショーを行え」等を求め提訴。被告が挙動不審になってしまい、そのためか原告側が勝訴。被告はうなだれた様子を見せたが、阪神・淡路大震災のチャリティーショーを行う形で決定事項の遂行に務めた。
女王様・二匹目のどじょう訴訟
原告：大槻ケンヂ 被告：女王様
当時、歌手の王様による洋楽直訳カバーが話題になったことに便乗してる女王様に対し提訴。大槻は崇拝するQueenを直訳カバーした「女王様物語」を冒涜的なカバーだと怒りを訴え、終始原告側の優勢であった。しかし、大槻も過去に洋楽を日本語詞でカヴァーしていた（筋肉少女帯の「猫のテブクロ」と「UFOと恋人」で、映画『007/カジノロワイヤル』（1967年のコメディ映画）の曲と『ひまわり』のメインテーマに自らの創作歌詞を乗せた）ことが判明したことで原告側が敗訴している。
学校では教えてくれないこと!!訴訟
原告：山本太郎 被告：神田うの
当時、フジテレビで放送中のバラエティ番組「学校では教えてくれないこと!!」に出演していた原告が毎回番組の中で被告の発言にキレており、そのために「あの番組で自身の粗暴なイメージが定着してしまった。」として提訴。終始マイペースな被告に対し原告側弁護人の内村までがキレだし、次第に被告側弁護人の「自分たちもボケたらツッコまれるのか?」発言や、内村がソロで番組を持っていた南原を羨む発言など、バラエティ番組の在り方に一石を投じる論争に発展。そのため当件は2週に渡ってOAされた。
江頭2:50親父訴訟
原告：江頭2:50（タレント） 被告：江頭2:45（原告の実父）
被告が「自分の芸を勝手にパクり、芸能活動をしている」として息子である原告が芸名の変更等を求め提訴。しかし被告は「父である自分が原告に教えたものだ」と真っ向から対立し、泥仕合の様相を見せた。ところが興奮した原告が被告に対してヤジや暴言をまき散らし始め、ついには被告の代理人に「お前の子供を殺してやる!」と叫び、さらに静粛を促す斉藤裁判官には放送禁止の暴言まで吐く始末（ただ斉藤裁判官も、江頭を「えがらし」と繰り返し読んでしまうなどの凡ミスを犯してはいた）。結局陪審員・裁判長からもほぼスカンを食らう形で訴えは棄却となった。

## 出演者
- ウッチャンナンチャン（代理人）
- 二谷英明（裁判長、1995年10月 - 1996年4月）
- 斎藤陽子（裁判官、1995年10月 - 1996年4月）
- 舛添要一（裁判長、1996年4月 - 7月）
- 北村晴男（代理人）
- 宮内鎮雄（当時TBSアナウンサー）（前期ナレーター）
- 小林清志（中期から最終回までナレーター）

1996年4月リニューアル以降の斉藤の後任は置かれず、舛添はそれまでの二谷と斉藤の役割を一人で行っていた。

## スタッフ
- 構成：高須光聖、おちまさと、海老克哉、右近亨
- 監修：星野淳一郎
- リサーチ：フルタイム
- ＴＤ：杉田謙二（TBS）
- 音声：若山寛（TBS）
- 照明：杉本三智夫（TBS）
- ロケ技術：TBS-V
- オフライン編集：田口拓也
- 編集：星英樹（アンサーズ）、山本雅英（赤坂ビデオセンター）
- ＭＡ：小田嶋洋（TAMCO）
- 音効：江本成治（CUBIC）
- 美術プロデューサー：河瀬洋男（TBS）
- 美術デザイナー：橘野永（TBS）
- 美術制作：安川毅
- 装置：森田正樹
- 装飾：菊地誠
- 持道具：貞中照美
- 電飾：本田英喜
- 衣裳：高野知子
- メイク：大の木ひで（Hidden）、アートメイク・トキ
- ＴＫ：吉岡千絵
- ディレクター：荒井昌也・安田淳（TBS）
- 演出：杉本達（当時ウイルスプロダクション）
- プロデューサー：田代誠・田代冬彦（TBS）／堀義貴・森川真行（ホリプロ）
- 企画協力：マセキ芸能社
- 制作協力：ホリプロ
- 製作著作：TBS

## 書籍化
- 「ウンナンの桜吹雪は知っている―法廷解体審書〈第2審〉」藝神出版社（→アミューズブックス）刊 ISBN 4-906613-01-2
サブタイトルに「第2審」とあるが、これは第2巻という意味ではない。ゆえに「第1審」とある巻は存在しない。おそらく番組を「第1審」と見なし、それを再度おさらいするという意味とみられている。

| TBS系列 金曜23:00 - 23:30枠・花王一社提供枠           | TBS系列 金曜23:00 - 23:30枠・花王一社提供枠                     | TBS系列 金曜23:00 - 23:30枠・花王一社提供枠              |
| 前番組                                                | 番組名                                                          | 次番組                                                   |
| ----------------------------------------------------- | --------------------------------------------------------------- | -------------------------------------------------------- |
| MOGITATE!バナナ大使 （1989年4月7日 - 1995年10月13日） | ウンナンの桜吹雪は知っている （1995年10月20日 - 1996年7月12日） | ウンナンの気分は上々。 （1996年7月19日 - 2003年9月26日） |